# Ben Smith (rugbysta)
Ben Smith (ur. 1 czerwca 1986 r. w Dunedin) – nowozelandzki rugbysta, uniwersalny gracz formacji ataku. Reprezentant kraju, dwukrotny uczestnik pucharu świata i złoty medalista Igrzysk Wspólnoty w rugby 7.

## Młodość
Urodzony w Dunedin Smith już w wieku 6 lat trafił do szkółki zespołu Green Island R.F.C. W swoich młodzieńczych latach występował na pozycji obrońcy, a okazjonalnie również łącznika młyna.
Rok 2005, ukończywszy King’s High School w Dunedin, spędził w ramach tzw. gap year w angielskim Bristolu. Trafił tam do Colston’s School, gdzie pracował w szkole, pomagał w zajęciach WF-u, jednocześnie trenując w szkolnym klubie (występował tam na pozycji łącznika ataku). W trakcie swojego pobytu w Anglii mieszkał u swojego byłego trenera z King’s High School, Darryla Patersona.

## Kariera klubowa
Po powrocie do Nowej Zelandii (i Green Island) Smith zdołał przebić się na wyższy poziom, w 2007 roku debiutując w National Provincial Championship w barwach Otago w meczu przeciw Wellington. Dalszy rozwój kariery zahamowała kontuzja stopy, jaką odniósł na początku 2008 roku – przebywał wówczas na obozie przygotowawczym Highalnders. W związku z tym w barwach Górali w międzynarodowych rozgrywkach Super Rugby zadebiutował dopiero w roku 2009. Wkrótce stał się podstawowym zawodnikiem drużyny, jednak Highlanders należeli do ligowych słabeuszy – w kolejnych latach zajmowali w lidze miejsca 11., 12., 8., 9. i 14. na 14, a później 15 drużyn.
W roku 2010, w trakcie śródsezonowej przerwy Smith zagrał w ligowym meczu swojego klubu Green Island, po raz pierwszy od 2006 roku występując na nietypowej dla siebie pozycji nr 12 („wewnętrzny” środkowy ataku). Mecz ten stanowił dla Bendy element przygotowań do spotkania New Zealand Barbarians z Māori All Blacks. Smith wystąpił w pierwszej z wymienionych drużyn, zdobywając ponadto jedno z przyłożeń.
Również w 2010 roku prowincjonalna drużyna Otago, dla której w owym sezonie Smith wystąpił dziesięciokrotnie, zajęła ostatnie, 14. miejsce w rozgrywkach National Provincial Championship. W efekcie po reorganizacji rozgrywek zespół kolejny sezon rozpoczął w drugiej dywizji. W sezonie 2012 Otago dotarło aż do meczu finałowego, którego stawką był awans do wyższej grupy, jednak tam ulegli ekipie Counties Manukau.
Przed sezonem 2014 Smith podpisał nowy czteroletni kontrakt z drużynami prowincjonalną, regionalną i narodową, a następnie został mianowany „współkapitanem” Highlanders. W tym samym roku po raz pierwszy w karierze awansował do drugiej fazy rozgrywek Super Rugby – Górale zajęli trzecie miejsce w grupie nowozelandzkiej i szóste w ogólnej tabeli. Niemniej już w ćwierćfinale, pierwszej rundzie fazy pucharowej Highlanders odpadli po porażce z Sharks. Sezon ten był jednak zaledwie wstępem do kolejnego, jeszcze lepszego. W nim ekipa z Otago w łącznej tabeli po sezonie zasadniczym zajęła dopiero czwartą lokatę. Niemniej w dalszej części turnieju bez większych problemów awansowała do finału, w którym pokonała Hurricanes – najlepszą drużynę sezonu zasadniczego – w stosunku 21:14. W trakcie zakończonych tytułem rozgrywek Smith świętował swój setny mecz w rozgrywkach Super Rugby.

## Kariera reprezentacyjna
Smith po raz pierwszy trafił do kadry narodowej w 2007 roku, kiedy to został powołany do drużyny do lat 21. W składzie All Blacks premierowo znalazł się w październiku 2009 roku przy okazji serii rozgrywanych pod koniec roku test-meczów. Zadebiutował 14 listopada 2009 roku w Mediolanie w spotkaniu przeciwko reprezentacji Włoch. Wystąpił także w kończącym serię meczu Nowozelandczyków z Barbarians. W meczu tym – który jednak nie został sklasyfikowany jako oficjalny – zdobył nawet jedno z przyłożeń.
W roku 2010 znalazł się w 12-osobowym składzie reprezentacji w rugby 7 na Igrzyska Wspólnoty Narodów. W rozgrywanym w Delhi turnieju Nowozelandczycy wywalczyli złoty medal.
Na swój kolejny występ w reprezentacji „piętnastek” Smith musiał czekać do lipca 2011 roku, kiedy to w roli zmiennika pojawił się w sparingu z Fidżi. Nie zaowocowało to jednak powołaniem go na rozpoczynający się dwa miesiące później w Nowej Zelandii Puchar Świata mimo tego, że znajdował się w kręgu zainteresowania selekcjonera.
Regularnie w drużynie All Blacks zaczął pojawiać się w 2012 roku, jednak prawdziwy przełom nastąpił w roku 2013. Smith, który w ekipie Highlanders występował jako obrońca, po kontuzji kolana odniesionej przez Cory’ego Jane’a został w drużynie narodowej przesunięty na prawe skrzydło. Występując tam zdobył osiem przyłożeń (w tym hat-trick z Australią), czym ustanowił rekord rozgrywek The Rugby Championship. W całym reprezentacyjnym sezonie zaliczył imponujących 11 przyłożeń. Jednak kiedy Conrad Smith, przez wiele lat podstawowy zawodnik reprezentacji występujący na pozycji nr 13 zrobił sobie półroczną przerwę od zawodowego sportu dla regeneracji sił, Ben zajął jego miejsce na boisku. Selekcjoner Steve Hansen określił go wówczas mianem bardzo pojętnego, wszechstronnego zawodnika, który jednak najwyższy poziom wszedł dopiero jako stosunkowo doświadczony gracz. W kolejnych miesiącach ponownie udowodnił swoją umiejętność gry na różnych pozycjach, występując zarówno jako obrońca, jak i skrzydłowy.
Pod koniec sierpnia 2015 roku Smith znalazł się w składzie All Blacks na rozgrywany w Anglii Puchar Świata.

## Wyróżnienia
- nominacja do nagrody Gracza Roku 2013 według Międzynarodowej Rady Rugby (IRB Player of the Year)[50][51][52]
- nominacja do nagrody Gracza Roku 2013 według International Rugby Players’ Association (IRPA Players’ Player of the Year)[52][53][54]
- nominacja do nagrody dla debiutanta roku 2013 według International Rugby Players’ Association (IRPA Newcomer of the Year)[52][54]
- najlepszy nowozelandzki zawodnik Super Rugby 2013 (Super Rugby Player of the Year)[55]
- nominacja do nowozelandzkiej nagrody dla Gracza Roku 2013 (Kelvin R. Tremain Trophy)[56]
- tytuł najbardziej wartościowego zawodnika formacji ataku All Blacks 2013 (All Blacks’ Most Valuable Back)[57]

## Życie rodzinne
Ben jest synem Karen i Stu; ojciec przez wiele lat był trenerem w pierwszym klubie syna, Green Island.
W styczniu 2015 roku Smith ożenił się ze swoją wieloletnią partnerką Katie Menzies, która w przeszłości uprawiała koszykówkę (na poziomie kadry juniorek) oraz triathlon. W tym samym roku para doczekała się córki.